# Jaguar (dryck)
Jaguar är en uppiggande alkoläsk som säljs i Ryssland och vissa f.d. sovjetstater.
Fram till 2010 såldes drycken med 9% alkoholstyrka (volym), men därefter 5,5 eller (i Ukraina, under namnet Jaguaro) 7 %. Drycken produceas av ett företag som kallas Happyland, men rättigheter till tillverkning och försäljning äger det brittiska "Brittish Brewing Company IBB Ltd". Drycken är populär bland barn trots att den endast (i teorin) säljs till personer över 18 år. Drycken har anklagats för att leda till missbruk, speciellt bland så kallade Gopnik.
Drycken är söt och har smak av bland annat mate och malt.

## Hemsida
- Jaguar-energy.ru